# Neverland (Night Ranger)
Neverland è il settimo album in studio del gruppo musicale statunitense Night Ranger, pubblicato nel luglio 1997.
L'album vede la reunion della classica formazione a cinque del gruppo.

## Tracce
1. Forever All Over Again – 4:59 (Jack Blades, Chuck Cannon)
2. Neverland – 3:41 (Blades, Dean Grakal, Mark Hudson)
3. As Always I Remain – 4:35 (Blades, Brad Gillis, Kelly Keagy)
4. Someday I Will – 4:16 (Blades, Gary Burr, Keagy)
5. My Elusive Mind – 3:56 (Blades, Pat MacDonald, Mark Edward Nevin)
6. New York Time – 4:40 (Blades, Keagy, Jeff Watson)
7. Walk in the Future – 4:01 (Blades, Keagy)
8. Slap Like Being Born – 3:55 (Blades, Burr, Keagy)
9. Sunday Morning – 4:56 (Blades, Watson)
10. Anything for You – 4:29 (Blades, Keagy)
11. I Don't Call This Love – 4:09 (Blades, Watson)

## Formazione
- Jack Blades – voce, basso
- Jeff Watson – chitarra
- Brad Gillis – chitarra
- Alan Fitzgerald – tastiere
- Kelly Keagy – batteria, voce